# Marutvamalai
Marutvamalai és una muntanya aïllada a l'extrem sud dels Ghats Occidentals a Kerala a uns 8 km al nord-oest del Cap Comorin, que forma la punta sud de l'Índia. És considerat un lloc amb nombroses plantes medicinals, algunes rares, i seu mitològica dels savis.